# Volkszählung in Tuvalu
Eine Volkszählung in Tuvalu findet in dem südpazifischen Inselstaat Tuvalu auf Anweisung des zuständigen Ministers statt. Volkszählungen seit Unabhängigkeit wurden 1979, 1985, 1991, 2002, 2012 und 2017 von der „Tuvalu Central Statistics Division“ durchgeführt. Diese wird vom Secretariat of the Pacific Community unterstützt. Grundlage ist der Census Act aus dem Jahr 2008 und der Statistics Act aus gleichem Jahr.

## Daten
| Atoll, Insel, Ort | Fläche (ha) | Einwohner (Jahr) | Einwohner (Jahr) | Einwohner (Jahr) | Einwohner (Jahr) | Einwohner (Jahr) | Einwohner (Jahr) |
| Atoll, Insel, Ort | Fläche (ha) | 1979             | 1985             | 1991             | 2002             | 2012             | 2017 1           |
| ----------------- | ----------- | ---------------- | ---------------- | ---------------- | ---------------- | ---------------- | ---------------- |
| Funafuti          | 279         | 2.120            | 2.810 ▲          | 3.086 ▲          | 3.962 ▲          | 5.436 ▲          | 6.320 ▲          |
| Nanumanga         | 278         | 605              | 672 ▲            | 714 ▲            | 710 ▼            | 551 ▼            | 491 ▼            |
| Nanumea           | 387         | 844              | 879 ▲            | 893 ▲            | 855 ▼            | 612 ▼            | 512 ▼            |
| Niulakita         | 42          | 65               | 74 ▲             | 74 ▬             | 2 ▼              | 46 ▲             | 34 ▼             |
| Niutao            | 253         | 866              | 904 ▲            | 884 ▼            | 817 ▼            | 694 ▼            | 582 ▼            |
| Nui               | 283         | 603              | 604 ▲            | 657 ▲            | 610 ▼            | 729 ▲            | 610 ▼            |
| Nukufetau         | 299         | 626              | 694 ▲            | 826 ▲            | 701 ▼            | 666 ▼            | 597 ▼            |
| Nukulaelae        | 182         | 347              | 315 ▼            | 361 ▲            | 392 ▲            | 364 ▼            | 300 ▼            |
| Vaitupu           | 560         | 1.273            | 1.231 ▼          | 1.286 ▲          | 1.310 ▲          | 1.542 ▲          | 1.061 ▼          |
| GESAMT            | 2.563       | 7.349            | 8.229 ▲          | 8.781 ▲          | 9.359 ▲          | 10.640 ▲         | 10.507 ▼         |